# Vieirinha
Vieirinha, właśc. Adelino André Vieira de Freitas (wym. [vjɐj.ˈɾi.ɲɐ], ur. 24 stycznia 1986 w Guimarães) – portugalski piłkarz grający na pozycji pomocnika. Od 2017 roku jest piłkarzem PAOK FC. W latach 2013–2016 reprezentant Portugalii. Złoty medalista Mistrzostw Europy 2016.

## Kariera
Jest wychowankiem klubu ze swojego rodzinnego miasta, Vitorii Guimarães. W 2003 roku został piłkarzem FC Porto. Do kadry pierwszego zespołu dołączył dwa lata później, lecz od razu został wypożyczony do FC Marco. W 13 meczach strzelił dwie bramki. W barwach FC Porto rozegrał w sumie 8 spotkań ligowych. W sezonie 2007/2008 przebywał na wypożyczeniu w Leixões SC (21 meczów, 1 gol), a w sezonie 2008/2009 w PAOK-u Saloniki (21 meczów, 1 gol). W 2009 roku włodarze tego ostatniego zdecydowali się na transfer definitywny zawodnika. W sumie w rozgrywkach Superleague Ellada rozegrał 99 meczów, w których zdobył 19 goli. W zimowym oknie transferowym 2012 odszedł do niemieckiego VfL Wolfsburg. W rozgrywkach Bundesligi zadebiutował 21 stycznia 2012 w meczu przeciwko 1. FC Köln (1:0).
| Sezon     | Klub          | Liga               | Mecze | Gole |
| --------- | ------------- | ------------------ | ----- | ---- |
| 2005/2006 | FC Marco      | Segunda Liga       | 13    | 2    |
| 2006/2007 | FC Porto      | SuperLiga          | 8     | 0    |
| 2007/2008 | Leixões SC    | SuperLiga          | 21    | 1    |
| 2008/2009 | PAOK FC       | Superleague Ellada | 21    | 1    |
| 2009/2010 | PAOK FC       | Superleague Ellada | 34    | 7    |
| 2010/2011 | PAOK FC       | Superleague Ellada | 31    | 6    |
| 2011/2012 | PAOK FC       | Superleague Ellada | 13    | 5    |
| 2011/2012 | VfL Wolfsburg | Bundesliga         | 9     | 0    |
| 2012/2013 | VfL Wolfsburg | Bundesliga         | 27    | 1    |
| 2013/2014 | VfL Wolfsburg | Bundesliga         | 11    | 1    |
| 2014/2015 | VfL Wolfsburg | Bundesliga         | 31    | 1    |
| 2015/2016 | VfL Wolfsburg | Bundesliga         | 26    | 1    |
| 2016/2017 | VfL Wolfsburg | Bundesliga         | 21    | 0    |
| 2017/2018 | PAOK FC       | Superleague Ellada | 24    | 1    |